# سانت أنجيلو أ سكالا
سانت أنجيلو أ سكالا هي واحدة من 119 بلدية إيطالية والمعروفة باسم "كومونة" في مقاطعة أفيلينو بمنطقة كامبانيا. يبلغ عدد سكانها حوالى 942 نسمة وفقًا لتعداد 2001، وتمتد على مساحة 5 كيلومترات مربعة، ويمنحها كثافة سكانية تبلغ 188 نسمة لكل كيلو متر مربع. تحدها البلديات التالية: فونتاناروسا، ولوغوسانو، وميرابيلا إكلانو، وتاوراسي.